# Sunds Sø
Sunds Sø i Midtjylland er en stor hedesø på 127 hektar, der ligger ved Sunds ca. 7 kilometer nord for Herning. 
Søen er forholdsvis lavvandet, mellem 1,5 og 2,5 meter (største dybde 4,0 m). Sunds Sø er 1500 m lang, 900 m bred og på i alt 1,25 km2.   
Søen er omkranset af sommerhuse og der er mange rekreative muligheder.
Der er to badesteder og en offentlig sti hele vejen rundt omkring søen.
Stien omkring søen har en længde på ca. 5,5 kilometer.
Et område på 18 hektar på østsiden af søen blev  fredet i 1980.
Ved søens sydlige side ligger Sunds Sø Camping.